# Leroy Burrell
Leroy Russel Burrell, ameriški atlet, * 21. februar 1967, Philadelphia, Pennsylvania, ZDA,
Burrell je nastopil na Poletnih olimpijskih igrah 1992 v Barceloni, kjer je osvojil naslov olimpijskega prvaka v štafeti 4x100 m, v teku na 100 m pa je osvojil peto mesto. Na svetovnih prvenstvih je osvojil naslova prvaka v štafeti 4x100 m v letih 1991 in 1993 ter naslov podprvaka v teku na 100 m leta 1991. 14. junija 1991 je s časom 9,90 s postavil nov svetovni rekord v teku na 100 m. Veljal je do avgusta istega leta, ko ga je izboljšal Carl Lewis. 6. julija 1994 je s časom 9,85 s ponovno postavil svetovni rekord. Tokrat ga je držal do julija 1996, ko ga je s stotinko boljšim časom prevzel Donovan Bailey.
Tudi njena sestra Dawn Burrell je bila atletinja.